# Stereopsis malaiensis
Stereopsis malaiensis är en svampart som beskrevs av D.A. Reid 1965. Stereopsis malaiensis ingår i släktet Stereopsis och familjen Meruliaceae.   Inga underarter finns listade i Catalogue of Life.